# Flaga Coventry

Flaga Coventry

Flaga Coventry – jeden z symboli miasta Coventry. Ma postać prostokątnego płata tkaniny, dzielonego w pionie na trzy barwne pasy: błękitne po bokach i biały w centrum. Pośrodku flagi w pasie białym umieszczono postać siedzącej na czarnym koniu Godivy, także czarnej. Flagę przyjęto w 2018 roku, wybierając ją w drodze konkursu spośród sześciu propozycji.
Do ogłoszenia konkursu i przyjęcia pierwszej w historii miasta flagi zmotywowało jego władze uzyskanie przez Coventry tytułu Brytyjskiego Miasta Kultury na rok 2021. Patronat nad konkursem na miejską flagę objął lokalny oddział radia BBC. Autorem zwycięskiej pracy jest Simon Wyatt.
Barwy flagi – błękit nieba i biel – pochodzą od barw klubowych klubu piłkarskiego Coventry City F.C., mającego przydomek "sky blues". Godiva jest postacią historyczną związaną z miastem. Według legendy, uprosiła u swego męża, hrabiego Mercji, lorda Coventry Leofrica III znaczącą obniżkę drakońskich podatków dla mieszkańców Coventry. Postawił on jednak warunek, by Godiva przejechała nago na koniu przez całe miasto. Uczyniła to, a władca dotrzymał danego słowa. Godiva niemal zawsze przedstawiana jest na końskim grzbiecie, z długimi włosami zakrywającymi piersi, taki wizerunek przyjęto także na fladze.